# Automolius propygidialis
Automolius propygidialis är en skalbaggsart som beskrevs av Lea 1917. Automolius propygidialis ingår i släktet Automolius och familjen Melolonthidae. Inga r finns listade.